# Dawson City

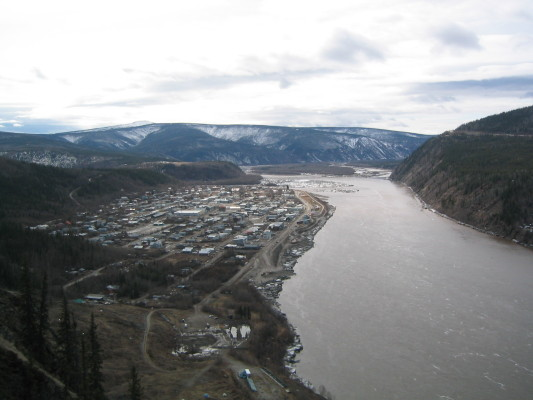
Vista aérea de Dawson City, Yukon

Dawson City é uma localidade situada no Yukon, Canadá. A população actual é de 2.020 habitantes. A área recebe cerca de 60.000 turistas por ano. Os habitantes locais referem-se à localidade como "Dawson", mas a indústria turística prefere chamar-lhe "Dawson City" (para a diferenciar de Dawson Creek, na Colúmbia Britânica, que se situa no quilómetro 0 da auto-estrada do Alasca.
A povoação foi fundada em janeiro de 1897 e baptizada em homenagem a um geólogo do Canadá chamado George Mercer Dawson, que tinha explorado e realizado um mapa da região em 1887. Foi a capital do Yukon desde a fundação do território, em 1898, até 1952, quando a sede foi trasladada para Whitehorse.
A corrida ao ouro de Klondike começou em 1896 e produziu uma grande mudança no que era então um acampamento  indígena de Verão, orientado para a pesca, transformando-o numa cidade próspera de cerca de 40.000 habitantes por volta de 1898. Em 1899 a febre do ouro tinha chegado ao seu fim, fazendo com que a população se reduzisse para 8.000 pessoas. Quando Dawson se tornou cidade em 1902 tinha cerca de 5.000 habitantes.

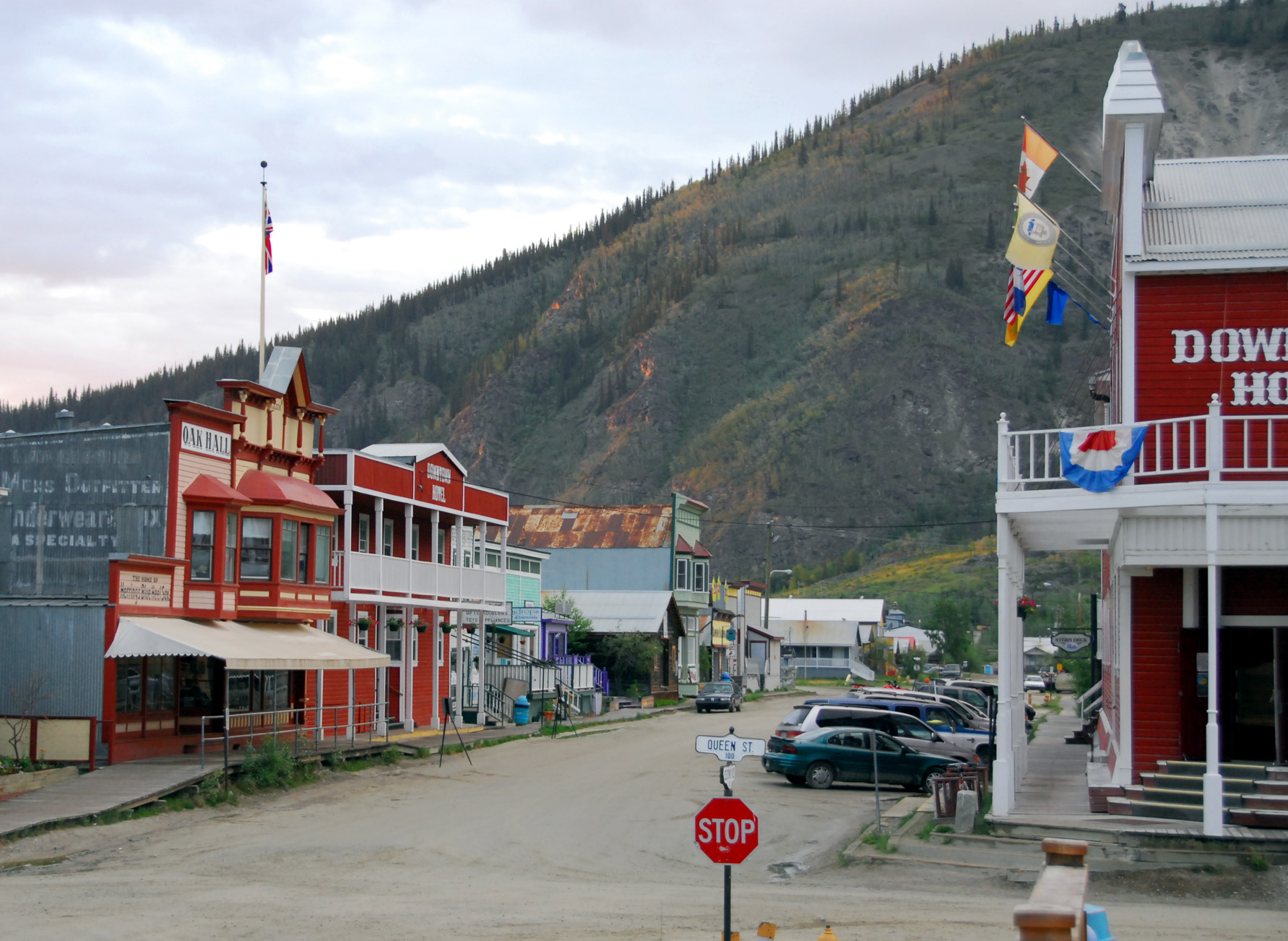
A maior parte dos edifícios da Baixa de Dawson parecem antigos; todos os novos edifícios têm que seguir esta regra

A população manteve-se bastante estável até à década de 1930, decaindo após a Segunda Guerra Mundial quando a capital territorial passou a ser Whitehorse, girando em torno de 600 a 900 pessoas durante os anos de 1960 a 1970. A alta no preço do ouro propiciou que as operações mineiras modernas deem lucro, e o crescimento da indústria turística tem incentivado o desenvolvimento de muitos equipamentos e negócios. No início da década de 1950 uma rota unia Dawson ao Alasca, e no outono de 1955, a Whitehorse ao largo da estrada que faz parte da auto-estrada de Klondike.

## Clima
Tal como na maior parte do Yukon, Dawson City tem um clima subárctico. A temperatura média em Julho é de 15,6ºC, enquanto que em Janeiro ronda os -26,7ºC. 

## Perfil da comunidade
De acordo com o censo nacional de 2001:
- População em 2001: 1.251
- População em 1996: 1.287
- Total de casas privadas: 675
- Densidade: 38,6 / km2
- Área (km²): 32,45

Para um perfil completo, veja-se 2001 Statistics Canada Community Highlights for Dawson - (em inglês)